# Premi FIFA Joc Net
El Premi FIFA Joc Net (FIFA Fair Play) és el reconeixement que es lliura a l'equip amb el rècord de joc net de cada edició de la Copa del Món de futbol. És atorgat per l'organització d'aquest esdeveniment des de la Copa del Món 1978. Per a aquest premi, només es consideren als equips que passen a la segona fase.
| Copa del Món      | Equip      | Equip |
| ----------------- | ---------- | ----- |
| Argentina 1978    | Argentina  |       |
| Espanya 1982      | Brasil     |       |
| Mèxic 1986        | Brasil     |       |
| Itàlia 1990       | Anglaterra |       |
| Estats Units 1994 | Brasil     |       |
| França 1998       | França     |       |
| França 1998       | Anglaterra |       |
| Corea-Japó 2002   | Bèlgica    |       |
| Alemanya 2006     | Brasil     |       |
| Alemanya 2006     | Espanya    |       |
| Sud-àfrica 2010   | Espanya    |       |
| Brasil 2014       | Colòmbia   |       |
| Rússia 2018       | Espanya    |       |
| Qatar 2022        | Anglaterra |       |